# Egzoperydium

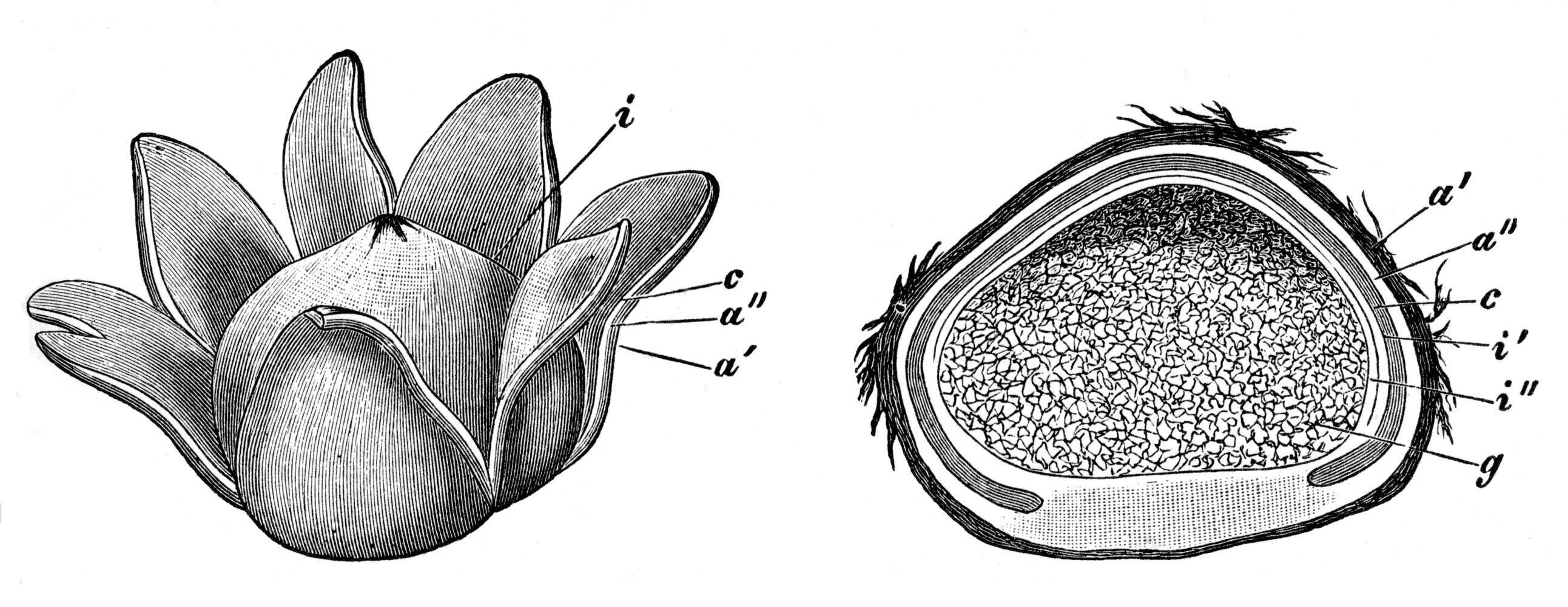
Perydium u promieniaka wilgociomierza; młode (po prawej) i dojrzałe (po lewej)
i – endoperydium; a – egzoperydium g – gleba

Egzoperydium, ektoperydium lub okrywa zewnętrzna – zewnętrzna warstwa okrywy (perydium) w owocnikach niektórych grup grzybów i śluzowców. Występuje u grzybów dawniej zaliczanych do wnętrzniaków (np. u purchawek, tęgoskórów).
Od zewnętrznej strony egzoperydium u różnych gatunków grzybów wykazuje duże zróżnicowanie i stanowi ważną cechę diagnostyczną przy oznaczaniu gatunków. Może być gładkie, mączyste, ziarniste, brodawkowane, kolczaste, łatkowate lub mieszane, tzn. zawierać różne typu ukształtowania powierzchni. U różnych gatunków egzoperydium ma różną barwę. Często zmienia się ona w trakcie dojrzewania owocnika (ciemnieje). Na przykład u młodych owocników purchawki chropowatej (Lycoperdon perlatum) egzoperydium jest białe, potem coraz ciemniejsze; żółtawe, ochrowe, w końcu brązowe.
Egzoperydium jest nietrwałe, po dojrzeniu owocnika pęka, odsłaniając okrywę wewnętrzną (endoperydium). U różnych gatunków odbywa się to w różny sposób, co również jest cechą diagnostyczną. U purchawek czy kurzawek egzoperydium może odpadać stopniowo drobnymi łatkami, lub dużymi płatami. U gwiazdoszy czy promieniaka wilgociomierza (Astraeus hygrometricus) egzoperydium pęka promieniście i rozchyla się na boki, wskutek czego owocnik nabiera gwiaździstego wyglądu. U gwiazdoszy egzoperydium jest trójwarstwowe. Warstwa zewnętrzna jest silnie związana z podłożem i może odpadać, warstwa środkowa jest włóknista i najtrwalsza, warstwa wewnętrzna jest gruba, mięsista, i często podczas wyginania się płatów lub podczas wysychania łatwo pęka i ulega zniszczeniu.